# لین فراستیک
لین الیزابت فراستیک CBE (متولد ۲ فوریه ۱۹۴۹) یک جغرافیدان فیزیکی و زمین‌شناس برجسته بریتانیایی است. او تا سال ۲۰۱۴ به‌عنوان استاد جغرافیای فیزیکی در دانشگاه هال فعالیت داشت.
تمرکز پژوهشی او بر دینامیک رسوب و جریان در رودخانه‌ها و مصب‌ها و همچنین چالش‌های میان‌رشته‌ای مرتبط با مدیریت زباله قرار دارد. او تسهیلات مدل‌سازی فیزیکی پیشرفته‌ای را در دیپ توسعه داده که بخشی از پروژه HYDRALAB اتحادیه اروپا است.
فراستیک در خارج از محیط دانشگاهی نیز فعالیت‌های قابل توجهی داشته است، از جمله عضویت در هیئت تحریریه مجله ژورنال جغرافیایی و ریاست گروه متخصص دولت در زنان در STEM. او همچنین عضو انجمن بریتانیایی ژئومورفولوژی است و در گروه متخصص مسیرهای شغلی علمی دولت فعالیت می‌کند.
در سال ۲۰۰۹، فراستیک موفق به دریافت جایزه زنان برجسته از UKRC شد. او بیش از صد مقاله و کتاب منتشر کرده که موضوعات گسترده‌ای از جمله فیزیک، ریاضیات، مهندسی هیدرولیک، شکاف‌های دره‌ای، و رسوب‌شناسی را پوشش می‌دهند.
او در حال حاضر یکی از اعضای هیئت مدیره آژانس محیط زیست برای مدیریت خطرات سیل و سواحل است. این هیئت با اتخاذ رویکردی یکپارچه به حفاظت و مدیریت محیط‌زیست در انگلستان می‌پردازد. فراستیک از تخصص خود در زمینه زمین‌شناسی و علوم محیطی برای بهبود شرایط زیست‌محیطی و ارتقای رفاه جامعه استفاده می‌کند.

## تحصیلات
فراستیک تحصیلات خود را در دبیرستان دستورفورد برای دختران از سال ۱۹۶۰ تا ۱۹۶۶ گذراند. سپس در دانشگاه لستر مدرک کارشناسی زمین‌شناسی را در سال ۱۹۷۰ کسب کرد و در سال ۱۹۷۵ دکترای خود را از دانشگاه آنگلیای شرقی با رساله‌ای تحت عنوان «مطالعات رسوبی در مصب دبن، سافولک، انگلستان» به پایان رساند. او دارای پیشینه‌ای در علوم محیطی است که مسیر علاقه‌مندی‌اش به زمین‌شناسی و جغرافیا را فراهم کرد.

## حرفه
اولین شغل فراستیک، دستیار علمی در دانشگاه بیرکبک لندن از سال ۱۹۷۴ تا ۱۹۸۷ بود. سپس به عنوان مدرس ارشد در دانشگاه رویال هالووی لندن از ۱۹۸۷ تا ۱۹۹۰ مشغول به کار شد. بعداً در دانشگاه ریدینگ تا سال ۱۹۹۶ به تدریس پرداخت.
علاوه بر فعالیت‌های دانشگاهی، فراستیک عضو کمیته مشورتی حفاظت محیط زیست منطقه شمال شرق از سال ۱۹۹۷ تا ۲۰۰۶ بود. او جایگاه خود را به‌عنوان یکی از زنان پیشرو در زمین‌شناسی با اولین دبیر افتخاری زن از ۱۹۸۸ تا ۱۹۹۱ تثبیت کرد. فراستیک دومین زن رئیس انجمن زمین‌شناسی لندن از سال ۲۰۰۸ تا ۲۰۱۰ بود.
در حال حاضر، فراستیک در حال تحقیق پیرامون «تأثیر انسانی و تغییر کانال‌ها در ایران و عراق» است.
در دوران تحصیل فراستیک در مقطع کارشناسی در سال ۱۹۶۷، نظریه تکتونیک صفحه هنوز آموزش داده نمی‌شد. به جای آن، برای توضیح پدیده زمین‌شناسی گسترش کف اقیانوس، به او دربارهٔ یوجئوسینکلین‌ها و میوجئوسینکلین‌ها آموزش داده شد. اگرچه او می‌دانست این توضیحات به‌طور کامل نظریه را پوشش نمی‌دهد، اما از زمین‌شناسی دست نکشید و هنگامی که نظریه تکتونیک صفحه آشکار شد، متوجه شد که قطعه گمشده پیدا شده است.
در کتاب در زمان خودمان: همراهی با مجموعه رادیو ۴، فراستیک به‌طور عمیق دربارهٔ مدل‌های تصادفی و نقش آن‌ها در پیش‌بینی محل وقوع زلزله به دلیل تجمع تنش و افزایش فعالیت لرزه‌ای صحبت می‌کند. با این حال، او اشاره می‌کند که نمی‌توان زمان دقیق وقوع زلزله را مشخص کرد، زیرا این موضوع بسیار دشوار است و نیازمند تغییر از مدل تصادفی به مدل تعیین‌گرا خواهد بود.
هنگامی که او در سال ۲۰۰۹ به عنوان یکی از شش زن برنده جایزه «زنان برجسته» معرفی شد، اظهار داشت که افتخار می‌کند در حوزه‌ای که تحت سلطه مردان است موفق شده، اما می‌خواست مردان نیز مشارکت بیشتری داشته باشند. او همچنین دربارهٔ اینکه زنان مجبورند بین خانواده و حرفه انتخاب کنند صحبت کرد و تأکید کرد که از آنجا که مردان مجبور به انجام این انتخاب نیستند، زنان نیز نباید باشند. فراستیک، که به عنوان ابرزن محیط زیستی هال شناخته شده است، منتظر ماند تا پس از دریافت ارتقاءهای خود، همراه با همسرش تشکیل خانواده دهد.
او در مستند آخرالزمان باستانی حضور یافت و تخصص زمین‌شناسی خود را در مورد امکان‌پذیری داستان سدوم و عموره بر اساس جابه‌جایی‌های سنگ ارائه کرد.
فراستیک در افتخارات سال نو ۲۰۲۲ به عنوان فرمانده نشان امپراتوری بریتانیا (CBE) برای خدماتش در مدیریت خطر سیل و فرسایش ساحلی منصوب شد.